# Walter Schicho
Walter Schicho (* 1. Januar 1945 in Deutsch Beneschau, Tschechoslowakei) ist ein österreichischer Afrikawissenschaftler und Entwicklungsforscher. Er war von 2000 bis 2010 Universitätsprofessor für Afrikanistik mit dem Schwerpunkt afrikanische Geschichte an der Universität Wien.

## Leben und Wirken
Nach der Vertreibung aus der Tschechoslowakei wurde Schicho 1951 österreichischer Staatsbürger. Er maturierte 1963 am Bundesgymnasium Wien IX. Als Jugendlicher beschäftigte er sich mit zeitgenössischer afrikanischer Literatur, die Janheinz Jahn ins Deutsche übersetzte und herausgab. Da es dazu noch keine akademische Disziplin gab, studierte Schicho an der Universität Wien Völkerkunde und Afrikanistik (Nebenfächer Musikethnologie, Entdeckungsgeschichte, Logistik und Philosophie). 1969/70 war er zu einem 15-monatigen Forschungsaufenthalt bei den Kabiye im Norden Togos. Mit einer Arbeit über Gehöft und Siedlung bei den Kabre der Bezirke Lama-Kara und Pagouda in Nord-Togo promovierte er 1971. 
Im Jahr darauf wurde er wissenschaftlicher Assistent am Institut für Ägyptologie und Afrikanistik (bei Hans Günther Mukarovsky). In dieser Zeit wandte er sich der Linguistik zu und beschäftigte sich vor allem mit dem Swahili. Als Maître de conférences an der Nationalen Universität von Zaire lehrte er 1973/74 Ethnolinguistik und Soziolinguistik. In seiner 1982 abgeschlossenen Habilitationsschrift über die Syntax des Swahili von Lubumbashi verglich er das in der Großstadt im Südosten des damaligen Zaire (heute D.R. Kongo) verwendete kreolisierte Swahili mit der Standardvarietät. 
Danach lehrte er als Oberassistent, später Assistenzprofessor und außerordentlicher Professor weiter am Institut für Afrikanistik. In dieser Zeit publizierte er zunehmend zu Fragen der Entwicklungspolitik und -zusammenarbeit sowie zur Zeitgeschichte Afrikas. Schicho leitete in den 1990er-Jahren vom Fonds zur Förderung der wissenschaftlichen Forschung (FWF) finanzierte Projekte zu Kommunikation und Entwicklung bzw. Kommunikation und Beratung in der Entwicklungszusammenarbeit und war von 1995 bis 2010 Vorsitzender der Senatskommission bzw. Leiter des Projekts „Internationale Entwicklung“ der Universität Wien. Er wurde 2000 zum Universitätsprofessor für Afrikanistik mit dem Schwerpunkt afrikanische Geschichte an der Universität Wien ernannt. Von 2000 bis 2010 gehörte er dem Beirat für Entwicklungspolitik am Bundesministerium für auswärtige Angelegenheiten an.
Auch nach seinem offiziellen Eintritt in den Ruhestand 2010 war Schicho weiter in Forschung und Lehre tätig. Er leitete 2009–2012 das FWF-geförderte Projekt „Colonial Concepts of Development“ und 2011–2014 zusammen mit Brigitta Busch das vom Wiener Wissenschafts-, Forschungs- und Technologiefonds (WWTF) finanzierte Projekt „Plurilingual Speakers in Unilingual Environments. Migrants from African Countries in Vienna“. Als Privatdozent am Institut für Internationale Entwicklung der Universität Wien hielt er bis zum Wintersemester 2020 regelmäßige Vorlesungen zu „Grundlagen der Entwicklungsforschung“. Das Bundesministerium für Bildung, Wissenschaft und Forschung zeichnete Schicho 2019 mit dem österreichischen Preis für Entwicklungsforschung aus.

## Veröffentlichungen (Auswahl)
- Syntax des Swahili von Lubumbashi. Kreolosiertes Swahili vs. Standardvarietät. Afro-Pub, Wien 1982.
- Handbuch Afrika in drei Bänden.
  - Band 1: Zentralafrika, südliches Afrika und die Staaten im Indischen Ozean. Brandes & Apsel, Frankfurt am Main u. a. 1999.
  - Band 2: Westafrika und die Inseln im Atlantik. Brandes & Apsel, Frankfurt am Main u. a. 2001.
  - Band 3: Nord- und Ostafrika. Brandes & Apsel, Frankfurt am Main u. a. 2004.
- Geschichte Afrikas. Bundeszentrale für politische Bildung, Bonn 2011.